# Полуектов, Борис Владимирович
Бори́с Влади́мирович Полуе́ктов (1779—1843) — русский военачальник, посмертно получил чин генерала от инфантерии (10.10.1843). Участник Наполеоновских войн, русско-шведской войны 1808-1809 гг. и Польской кампании 1831 года.

## Биография
Родился 1 (12) июля 1779 года — сын бригадира Владимира Борисовича Полуектова (1739—1813) от его брака (17 сентября 1777 года) с Екатериной Ивановной Аргамаковой (1756—1811), родной сестрой бабушки А. С. Грибоедова.
Воспитывался в Московском университетском благородном пансионе. По существовавшему в XVIII столетии обыкновению, ещё в малолетстве он был записан 4 января 1791 года на службу — в лейб-гвардии Преображенский полк, и, явившись туда в 1796 году на действительную службу был произведён в подпрапорщики. В декабре 1797 года был произведён в портупей-прапорщики, в январе 1798 года пожалован «за отличное усердие к службе» кавалерским крестом ордена Святого Иоанна Иерусалимского, а 21 августа того же года был произведён в прапорщики. С 1799 года — подпоручик, с 1802 — поручик. Осенью 1805 года участвовал в походе гвардии против французских войск и участвовал в Аустерлицком сражении; по возвращении в Петербург, был награждён шпагой с Аннинской лентой. В марте 1806 года был произведён в штабс-капитаны, в январе 1808 года — в капитаны. С сентября 1808 года участвовал в русско-шведской войне. За отличие в боях награждён орденом Святой Анны 2-й степени.
Был произведён в полковники 14 апреля 1809 года и в течение года занимался формированием резервов в Волынской губернии. Вернувшись в Петербург, принял командование батальоном Преображенского полка.
Вместе с Преображенским полком принял активное участие в Отечественной войне 1812 года, сражался в ряде ключевых сражений. В Бородинском сражении Б. В. Полуектов временно командовал лейб-гвардии Преображенским полком, находившемся в главном резерве, и был награждён орденом Святого Владимира 3-й степени.
В Войне шестой коалиции участвовал в ряде крупных сражений: под Лютценом, Бауценом; «у Гисгюбельского дефиле штыковой атакой отбросил неприятеля, обеспечив свободное продвижение колонне наших войск». «За отличие в сражении с французами при Кульме» был награждён орденом Святого Георгия 4-го класса (10.12.1813) и произведён в генерал-майоры (старшинство в чине генерал-майора было установлено от 16 августа 1813 года). За битву при Кульме он также получил прусский орден Красного Орла 2-й степени и Железный крест.
С 28 сентября 1813 года он командовал Московским гренадерским полком, входившим в 1-ю бригаду 2-й Гренадерской дивизии. Участвовал с полком в Бриеннском и Арсиском сражениях. 19 марта 1814 года ввёл свой полк в Париж. За Бриеннское и Парижское сражения он был награждён орденом Святой Анны 1-й степени.
Затем он командовал различными бригадами во 2-й Гренадерской дивизии: с 1 сентября 1814 года — командир 3-й бригады; с 23 марта 1818 года — командир 2-й бригады. За временное начальствование 2-й Гренадерской дивизией получил 7 декабря 1823 года орден Святого Владимира 2-й степени. С 6 января 1826 года стал начальником дивизии, а 22 августа того же года был пожалован чином генерал-лейтенанта.

Во время польского мятежа участвовал в атаке Калушина, в сражении под Остроленкой, в штурме Варшавы: 18 октября 1831 года был награждён орденом Святого Георгия 3-го класса № 443 
В воздаяние отличнаго мужества и храбрости, оказанных 25 и 26 августа 1831 года при штурме варшавских укреплений.
Через несколько месяцев после возвращении из польского похода, 25 июня 1832 года, Б. В. Полуектов был назначен командующим резервными дивизиями 1-го, 2-го и 3-го пехотных корпусов, а 2 апреля 1833 года стал членом генерал-аудиториата.
Был произведён 10 октября 1843 года, «за отличие по службе», в генералы от инфантерии. Однако, вскоре, в Санкт-Петербург пришла весть, что за 4 дня до этого, 6 (18) октября 1843 года, находившийся в отпуске в Варшаве, Борис Владимирович Полуектов скончался. Был похоронен в Сарове, около алтаря храма Живоносного источника. В 1862 году здесь же была погребена его жена.
Во время полевого сезона 2018 года сотрудники Волжской археологической экспедиции исследовали парное захоронение мужчины и женщины. 

В могиле мужчины сохранились фрагменты мундира с эполетами. На правой руке у каждого из умерших археологи обнаружили золотое обручальное кольцо с выгравированной надписью: «Л. Ф. К. Г. Б. В. П. ноября 4 дня 1817.» на руке мужчины, и «Б. В. П. Л. Ф. К. Г. ноября 4 дня 1817» — на руке женщины.

## Семья
С 9 ноября 1817 года был женат на княжне Любови Фёдоровне Гагариной (1793—1862), дочери генерал-майора князя Ф. С. Гагарина и княжны П. Ю. Трубецкой; сестре княгини В. Ф. Вяземской. В 1837 году Полуектова жила в Баден-Бадене, и у неё бывал изгнанный из России Дантес. Сын историка А. Н. Карамзин писал матери 16 июля 1837 года:
В понедельник был бал у Полуектовой… странно было мне смотреть на Дантеса, как он с кавалергардскими ухватками предводительствовал мазуркой и катильоном, как в дни былые.
Их дети:
- Екатерина Борисовна (1818—?), фрейлина.
- Владимир Борисович (1820—?)
- Фёдор Борисович (1823—1883), действительный статский советник.
- Прасковья Борисовна (1824—?), фрейлина, в замужестве Ориго.
- Любовь Борисовна (1826—?), замужем за графом Георгием Николаевичем Толстым.

## Награды
- Орден Святого Иоанна Иерусалимского, кавалерский крест (17.01.1799)
- Орден Святой Анны 4-й степени (05.04.1806)[8]
- Орден Святой Анны 2-й степени (02.08.1809)
- Орден Святого Владимира 3-й степени (23.11.1812)
- Алмазные знаки к ордену Святой Анны 2-й степени (1813)
- Орден Святого Георгия 4-й степени (10.12.1813)
- Орден Святой Анны 1-й степени (18.03.1814)
- Орден Святого Владимира 2-й степени (07.12.1823)
- Знак отличия беспорочной службы за XXX лет (22.08.1831)
- Орден Святого Георгия 3-й степени (18.10.1831)
- Знак отличия «за Военное достоинство» 2-й степени (1831)

Иностранные:
- Прусский орден Святого Иоанна Иерусалимского (1811)
- Прусский Кульмский крест (1813)
- Прусский орден Красного орла 2-й степени (1814)